# Nijmegen-Breakage-Syndrom
Das Nijmegen-Breakage-Syndrom (Abkürzung: NBS; englisch: Nijmegen breakage syndrome) ist eine syndromale, seltene, angeborene Krankheit des Menschen mit einer Störung des Reparaturmechanismus der Erbsubstanz (DNA) in allen Zellen und Organen mit verstärkter Chromosomenbrüchigkeit. Es resultieren Krankheitszeichen (Symptome) wie verzögertes Wachstum und Entwicklung (auch in der Schwangerschaft), zu kleiner Kopf (Mikrozephalie), geistige Entwicklungsstörungen, Immundefekte und auch eine vermehrte Anfälligkeit gegenüber bösartigen Erkrankungen wie Leukämien, Lymphome und andere bösartigen Tumoren. Eine Heilung für das Nijmegen-Breakage-Syndrom ist gegenwärtig nicht bekannt. Die Behandlung ist ausschließlich symptomatisch: etwa psychische und physische Förderungsmaßnahmen und Maßnahmen zur Verhinderung oder Bekämpfung von Infektionen. Bei Eintreten einer Krebserkrankung wird diese wie bei anderen Patienten behandelt. Problematisch ist aber, dass Patienten mit Nijmegen-Breakage-Syndrom durch die erhöhte Chromosomenbrüchigkeit eine deutlich erhöhte Empfindlichkeit gegenüber ionisierender Strahlung und Zytostatika besitzen. Zum ersten Male beschrieben wurde das Nijmegen-Breakage-Syndrom 1981 in der niederländischen Stadt Nijmegen.

## Ursache und Pathomechanismus
Das Nijmegen-Breakage-Syndrom ist eine autosomal-rezessiv vererbte Krankheit, die durch eine Veränderung des Nibrin-Gens (NBS1) auf Chromosom 8 Abschnitt q21-24 bedingt ist. Das Nibrin-Gen codiert für das Protein Nibrin. Dieses ist ein Teil eines Proteinkomplexes, welcher an der DNA-Reparatur von Doppelstrangbrüchen (Schädigung beider DNA-Stränge) beteiligt ist. Zusätzlich ist Nibrin auch ein Faktor im ATM-Signalweg (vergleiche ATM-Protein und Louis-Bar-Syndrom). Zellen, welche eine Schädigung an ihrer DNA aufweisen, werden aufgrund des veränderten Nibrins nicht mehr in den programmierten Zelltod (Apoptose) geschickt.
Der autosomal-rezessive Erbgang bedeutet, dass Menschen mit nur einem veränderten (mutierten) Nibrin-Gen in aller Regel nicht erkranken. Menschen, die zwei mutierte Nibrin-Gene besitzen, erkranken am NBS.

## Krankheitserscheinungen
Es gibt für das Nijmegen-Breakage-Syndrom keine Symptome, welche nur bei dieser Erkrankung vorkommen. Alle berichteten und beschriebenen Symptome können auch bei anderen Erkrankungen wie beispielsweise der Ataxia telangietactica (Louis-Bar-Syndrom, AT) oder der Fanconi-Anämie (FA) auftreten.
Als Symptome und Zeichen des Nijmegen-Breakage-Syndrom sind berichtet und beschrieben:
- ein zu kleiner Kopf (Mikrozephalie)[6][7]
- Fehlbildungen des Schädels und des Gesichtes, beispielsweise vogelartige Gesichtsform
- Fehlbildungen des Gehirns, beispielsweise Balkenhypoplasie (Atrophie oder Aplasie des Corpus callosum)[8]
- geistiger Entwicklungsrückstand
- Wachstums- und Entwicklungsverzögerung (auch in der Schwangerschaft)[9]
- Immundefekte[10]
- gelegentlich weitere angeborene Fehlbildungen

Weiteres Zeichen für ein Nijmegen-Breakage-Syndrom ist das Auftreten von bösartigen Erkrankungen (Krebserkrankungen) bereits im Kindes- und Jugendalter.

## Prognose
Nur wenige am Nijmegen-Breakage-Syndrom erkrankten Menschen erreichen das Erwachsenenalter. Meist führt spätestens in der Pubertät die erhöhte Chromosomenbrüchigkeit zu einer Krebserkrankung, oft dabei zu Lymphomen. Die Therapie der Lymphome und anderer Krebserkrankungen ist durch diese Brüchigkeit erschwert, da die Patienten nicht bestrahlt werden können. Auch der Einsatz von Zytostatika ist mit einem höheren Risiko verbunden als bei Menschen ohne vermehrte Chromosomenbrüchigkeit.
Bei Menschen mit Nijmegen-Breakage-Syndrom sollte auf die Durchführung von Röntgen- oder CT-Untersuchungen so oft wie irgendmöglich verzichtet werden, da jede Anwendung ionisierender Strahlung bei NBS-Patienten das Risiko für eine bleibende Schädigung einschließlich Krebserkrankung erhöht.